# غروبو بيرتوني
كاروزيريا بيرتوني هي شركة إيطالية متخصصة في تصنيع صانع هياكل سيارات، تأسست في نوفمبر 1912 في تورين على يد جيوفاني بيرتوني (1884-1972)، والتي كان هدفها الأساسي في البداية هو إصلاح وبناء عربات جر الحيوانات.
تمتلك عائلة قوية من المنتجات منها أبارث ألفا روميو آستون مارتنسيتروين فيراري فيات كرايسلر لانشيا لامبورغيني مرسيدس-بنز أوبل فولفو iso.
في عام 2022، أعاد المالكون الجدد ماورو وجان فرانك ريتشي إطلاق علامة بيرتون التجارية، ليبدأ حقبة جديدة كمصنّع للسيارات الحصرية ذات الإصدار المحدود.